# ۱۲۱۸ (خورشیدی)
۱۲۱۸ هزار و دویست و هجدهمین سال هجری خورشیدی، سالی کبیسه است.

## زادگان
- ۶ آذر - عباس میرزا ملک‌آرا درگذشت: ۱۲۷۶): شاهزاده قاجار و برادر ناتنی ناصرالدین‌شاه قاجار.